# Tipindjé
La Tipindjé est un fleuve côtier français de la côte est de la Nouvelle-Calédonie en Province Nord, au sud de Hienghène.

## Géographie
Sa longueur est de 32,7 km. La Tipindjé s'appelle aussi la Lipijé en cours moyen selon Géoportail.

### Bassin versant
Son bassin versant est de 252 km2.
Le bassin versant possède une altitude moyenne de 387 m et une pente moyenne relativement importante de 29,2 %. Il est recouvert à plus de 57 % de « végétation dense ». Les surfaces restantes sont notamment recouvertes de « brousailles » (21 %). Le sous sol du bassin versant est composé à 36 % de schistes micaschistes et à 31 % de « série Boghen ».

### Organisme gestionnaire
L'organisme gestionnaire est la DAVAR ou Direction des Affaires Vétérinaires, Alimentaires et Rurales, par son service de l'eau créée en 2012, avec deux poles le PPRE pôle de protection de la ressource en eau et le PMERE pôle mesures et études de la ressource en eau.

## Affluents
- Wélic (rg[note 2]),
- Wé Haya (rd)
- Wa Né Kuya (rg),
- Pwatapwaméc (rg),
- Kwakwatu (rd),
- Cigu (rg),
- Kwaba (rd),
- Wawé Ciado (rd),
- Tamony (rg),
- Unvanu (rg),
- Donhago (rd),

## Hydrologie
Son régime hydrologique est dit pluvial tropical.

### La Tipindjé à Tagun Pwa. Cote 7
La Tipindjé a été observée sur une période cumulée de 52 ans entre 1955 et 2008. L'embouchure étant très influencée par les marées, les débits sont mesurés au niveau des stations « Ouen-Cout. cote 9 » ou « Tagun Pwa. Cote 7 ». Son bassin versant y est de 247 km2 et/ou 252 km2.
Le débit moyen annuel ou module du fleuve à cet endroit est de 6,33 m3/s. Cependant, étant donné la grande variabilité des débits journaliers et la forte influence des épisodes de crue sur les valeurs moyennes, cette grandeur est peu représentative de ce que l’on observe fréquemment dans les cours d’eau. Nous y préférerons donc la notion de débit médian pour caractériser les débits habituels des cours d’eau. Le débit journalier médian caractérise la valeur de débit qui est dépassée en moyenne un jour sur deux et vaut pour la Tontouta 2,229 m3/s.
La Tipindjé présente des variations saisonnières de débit bien marquées, avec des crues durant la saison humide (décembre-avril) et un pic important au mois de mars de 15,7 m3/s.
Les basses eaux ont lieu lors de la saison sèche (juillet - novembre), entraînant une baisse du débit moyen mensuel jusqu'au niveau de 0,912 m3/s au mois d'octobre.

### Étiage ou basses eaux et DCE
Les valeurs d'étiage peuvent descendre très bas avec un DCE médian de 0,609 m3/s et un DCE centennal sec de 0,198 m3/s.

### Crues et temps de concentration
Le débit de la crue annuelle de la Tipindjé s'élève à 800 m3/s et la crue décennale à 3 613 m3/s. La crue centennale, quant à elle, est de 6 550 m3/s. Le maximum de crue a été observé lors du cyclone Franck le 22 février 1999. Le débit a été évalué à 6 550 m3/s. La taille réduite des bassins versants calédoniens leur confère une réactivité aux aléas très importantes. Ainsi le temps de concentration, qui reflète la durée qui sépare le maximum de pluie d'un épisode avec la maximum de débit correspondant, n'est que de 3 h 42 pour la Tipindjé.

### Lame d'eau et coefficient d'écoulement
Le bassin de la Tipindjé reçoit annuellement une lame d'eau précipitée moyenne de 2 008 mm/an, alors que la lame d'eau écoulée est de 861 mm/an. Le coefficient d'écoulement moyen interannuel est ainsi de 44 %.

## Aménagements et écologie
La Route RPN 10 la traverse à son embouchure.